# Ungaria la Jocurile Olimpice de vară din 2016
Ungaria a participat la Jocurile Olimpice de vară din 2016 de la Rio de Janeiro în perioada 5 – 21 august 2016, cu o delegație de 160 de sportivi care a concurat la 21 de sporturi. Cu un total de 15 medalii, inclusiv opt de aur, s-a aflat pe locul 12 în clasamentul pe medalii.

## Participanți
Delegația maghiară a cuprins 160 de sportivi (rezervele la fotbal, handbal, hochei pe iarbă și scrimă nu sunt incluse). Cel mai tânăr atlet din delegație a fost înotătoarea Ajna Késely (15 ani), cel mai bătrân a fost spadasinul Géza Imre (41 de ani).
| Sport                   | Masculin | Feminin | Total |
| ----------------------- | -------- | ------- | ----- |
| Atletism                | 9        | 10      | 19    |
| Badminton               | 0        | 1       | 1     |
| Box                     | 2        | 0       | 2     |
| Caiac canoe (sprint)    | 10       | 5       | 15    |
| Canotaj                 | 3        | 0       | 3     |
| Ciclism (mountain bike) | 1        | 0       | 1     |
| Gimnastică (artistică)  | 1        | 1       | 2     |
| Haltere                 | 1        | 0       | 1     |
| Judo                    | 5        | 3       | 8     |
| Lupte                   | 6        | 2       | 8     |
| Natație                 | 25       | 12      | 37    |
| Navigație               | 3        | 2       | 5     |
| Pentatlon modern        | 2        | 2       | 4     |
| Polo pe apă             | 13       | 13      | 26    |
| Sărituri în apă         | 0        | 1       | 1     |
| Scrimă                  | 6        | 4       | 10    |
| Tenis                   | 0        | 2       | 2     |
| Tenis de masă           | 1        | 2       | 3     |
| Tir                     | 4        | 4       | 8     |
| Triatlon                | 2        | 2       | 4     |
| Total                   | 94       | 66      | 160   |

## Medalii

### Medaliați
| Medalie | Nume                                                             | Sport       | Probă                       | Dată      |
| ------- | ---------------------------------------------------------------- | ----------- | --------------------------- | --------- |
| Aur     | Emese Szász                                                      | Scrimă      | Spadă feminin               | 6 august  |
| Aur     | Katinka Hosszú                                                   | Natație     | 400 m mixt feminin          | 6 august  |
| Aur     | Katinka Hosszú                                                   | Natație     | 100 m spate feminin         | 8 august  |
| Aur     | Katinka Hosszú                                                   | Natație     | 200 m mixt feminin          | 9 august  |
| Aur     | Áron Szilágyi                                                    | Scrimă      | Sabie masculin              | 10 august |
| Aur     | Gabriella Szabó Danuta Kozák                                     | Caiac canoe | K-2 500 m feminin           | 16 august |
| Aur     | Danuta Kozák                                                     | Caiac canoe | K-1 500 m feminin           | 18 august |
| Aur     | Gabriella Szabó Danuta Kozák Tamara Csipes Krisztina Fazekas-Zur | Caiac canoe | K-4 500 m feminin           | 20 august |
| Argint  | Géza Imre                                                        | Scrimă      | Spadă masculin              | 9 august  |
| Argint  | Katinka Hosszú                                                   | Natație     | 200 m spate feminin         | 12 august |
| Argint  | László Cseh                                                      | Natație     | 100 m fluture masculin      | 12 august |
| Bronz   | Tamás Kenderesi                                                  | Natație     | 200 m fluture masculin      | 9 august  |
| Bronz   | Anita Márton                                                     | Atletism    | Aruncarea greutății feminin | 12 august |
| Bronz   | Boglárka Kapás                                                   | Natație     | 800 m liber feminin         | 12 august |
| Bronz   | Gábor Boczkó Géza Imre András Rédli Péter Somfai                 | Scrimă      | Spadă masculin pe echipe    | 14 august |

### Medalii după sport
| Sport       | Aur | Argint | Bronz | Total |
| Natație     | 3   | 2      | 2     | 7     |
| Caiac canoe | 3   | 0      | 0     | 3     |
| Scrimă      | 2   | 1      | 1     | 4     |
| Atletism    | 0   | 0      | 1     | 1     |
| Total       | 8   | 3      | 4     | 15    |

## Natație
| Sportiv           | Probă         | Calificări | Calificări | Semifinale | Semifinale | Finală        | Finală        |
| Sportiv           | Probă         | Timp       | Loc        | Timp       | Loc        | Timp          | Loc           |
| ----------------- | ------------- | ---------- | ---------- | ---------- | ---------- | ------------- | ------------- |
| Liliána Szilágyi  | 100 m fluture | 57,70 RN   | 9 C        | 58,31      | 12         | Nu a avansat  | Nu a avansat  |
| Katinka Hosszú    | 400 m mixt    | 4:28,58    | 1 C        | N/A        | N/A        | 4:26,36 RM    | Aur           |
| Zsuzsanna Jakabos | 400 m mixt    | 4:38,52    | 13         | N/A        | N/A        | Nu au avansat | Nu au avansat |

| Sportiv         | Probă            | Calificări | Calificări | Semifinale    | Semifinale    | Finală        | Finală        |
| Sportiv         | Probă            | Timp       | Loc        | Timp          | Loc           | Timp          | Loc           |
| --------------- | ---------------- | ---------- | ---------- | ------------- | ------------- | ------------- | ------------- |
| Gergely Gyurta  | 400 m mixt       | 4:14,81    | 11         | N/A           | N/A           | Nu a avansat  | Nu a avansat  |
| Dávid Verrasztó | 400 m mixt       | 4:15,04    | 12         | N/A           | N/A           | Nu a avansat  | Nu a avansat  |
| Peter Bernek    | 400 m stil liber | 3:48.58    | 21         | N/A           | N/A           | Nu au avansat | Nu au avansat |
| Gergő Kis       | 400 m stil liber | 3:54.15    | 38         | N/A           | N/A           | Nu au avansat | Nu au avansat |
| Dániel Gyurta   | 100 m bras       | 1:00,26    | 16         | Nu au avansat | Nu au avansat | Nu au avansat | Nu au avansat |

## Scrimă
Masculin
| Sportiv                                          | Probă           | Primul tur              | Șaisprezecimi          | Optimi                  | Sfert de finală               | Semifinală             | Finala mică/Finala mare | Finala mică/Finala mare |
| Sportiv                                          | Probă           | Adversar Scor           | Adversar Scor          | Adversar Scor           | Adversar Scor                 | Adversar Scor          | Adversar Scor           | Loc                     |
| ------------------------------------------------ | --------------- | ----------------------- | ---------------------- | ----------------------- | ----------------------------- | ---------------------- | ----------------------- | ----------------------- |
| Gábor Boczkó                                     | Spadă           | PAS                     | Bouzaid (SEN) C 15–9   | Imre (HUN) P 8–15       | Nu a avansat                  | Nu a avansat           | Nu a avansat            | Nu a avansat            |
| Géza Imre                                        | Spadă           | PAS                     | Rodríguez (COL) C 15–8 | Boczkó (HUN) C 15–8     | Novosjolov (EST) C 15–9       | Grumier (FRA) C 15–13  | Park S-y (KOR) P 14–15  | 2                       |
| András Rédli                                     | Spadă           | Al-Shatti (IOA) C 14–13 | Borel (FRA) P 9–15     | Nu a avansat            | Nu a avansat                  | Nu a avansat           | Nu a avansat            | Nu a avansat            |
| Gábor Boczkó Géza Imre András Rédli Péter Somfai | Spadă pe echipe | N/A                     | N/A                    | PAS                     | Coreea de Sud (KOR) · C 45–42 | Franța (FRA) · P 40–45 | Ucraina (UKR) · C 39–37 | 3                       |
| Tamás Decsi                                      | Sabie           | N/A                     | Kovaliov (RUS) P 10–15 | Nu a avansat            | Nu a avansat                  | Nu a avansat           | Nu a avansat            | Nu a avansat            |
| Áron Szilágyi                                    | Sabie           | N/A                     | Ayala (MEX) C 15–9     | Buikevici (BLR) C 15–12 | Dolniceanu (ROU) C 15–10      | Kim J-h (KOR) C 15–12  | Homer (USA) C 15–8      | 1                       |

Feminin
| Sportiv      | Probă   | Primul tur    | Șaisprezecimi           | Optimi                   | Sfert de finală     | Semifinală         | Finala mică/Finala mare | Finala mică/Finala mare |
| Sportiv      | Probă   | Adversar Scor | Adversar Scor           | Adversar Scor            | Adversar Scor       | Adversar Scor      | Adversar Scor           | Loc                     |
| ------------ | ------- | ------------- | ----------------------- | ------------------------ | ------------------- | ------------------ | ----------------------- | ----------------------- |
| Emese Szász  | Spadă   | PAS           | Beljajeva (EST) C 15–11 | Kang Y-m (KOR) C 15–11   | Nakano (JPN) C 15–4 | Rembi (FRA) C 10–6 | Fiamingo (ITA) C 15–13  | 1                       |
| Edina Knapek | Floretă | PAS           | Liu Ys (CHN) P 9–15     | Nu a avansat             | Nu a avansat        | Nu a avansat       | Nu a avansat            | Nu a avansat            |
| Aida Mohamed | Floretă | PAS           | van Erven (COL) C 15–12 | Deriglazova (RUS) P 6–15 | Nu a avansat        | Nu a avansat       | Nu a avansat            | Nu a avansat            |
| Anna Márton  | Sabie   | PAS           | Benítez (VEN) C 15–14   | Brunet (FRA) P 12–15     | Nu a avansat        | Nu a avansat       | Nu a avansat            | Nu a avansat            |